# Michael Horvath
Michael Horvath (Oberwart, 5 febbraio 1982) è un ex calciatore austriaco, di ruolo attaccante.

## Carriera

### Club
A luglio del 2011 termina la sua carriera a soli 29 anni per la deformazione della sua cartilagine.

## Palmarès

### Club
Erste Liga: 1 
Admira Wacker Mödling: 2011